# 雨王
雨王是屏東縣高樹鄉加蚋埔部落馬卡道族人祈雨儀式最重要的祭器之一。加蚋埔的馬卡道人認為大冠鷲鳴叫可以帶來大雨，所以缺水時期會由部落耆老們商議，將雨王請至附近的口社溪（莎卡蘭溪）溪口或於部落廣場進行祈雨儀式，期盼天降甘霖。

## 形制
雨王為形狀類似大冠鷲的竿狀物，依據2015年出版的調查報告，加蚋埔部落雨王形制的頂部半圓型由孔雀及大冠鷲等多種鳥羽毛組成，寬70公分，高39公分，平時存放供奉於爐主家。原來在祈雨歌提及的雨王是由120種鳥羽毛組成，每一種羽毛對應一首祈雨歌，惟現在僅存十首。國立臺灣史前文化博物館在2020年進行南島常設展廳更新過程，自加蚋埔馬卡道人處徵集到一具雨王祭器，則是寬96.5公分、高177.4公分、厚16.2公分。

## 祈雨儀式
加蚋埔的祈雨儀式可分為兩個儀式場地，皆與雨王有關；首先是在部落選擇一個空曠空間，由部落長輩請出雨王置於中央，眾人再進行儀式歌舞祈雨；另外一個是前往水源地祈雨，需先由部落召開會議討論後，由耆老和尪姨帶著雨王與祭典並率領族人，共同前往口社溪（莎卡蘭溪）進行儀式。
《加蚋埔平埔夜祭：趒戲》一書敘述了有關祈雨祭的「呼請雨王」儀式程序：首先由尪姨（amu）、耆老與族人捻香迎請祖靈、山神、雨神降臨；接著婦女圍繞雨王進行儀式歌舞，雨王降臨時，會由類似道教的桌頭帶領族人說出呼請雨神的禱詞：「焚香拜請諸天神聖雨王以及本境溪頭兄，滋因本地久未下雨，農作物乾了，土地人民需要雨水滋潤，祈望上蒼憐憫加蚋埔眾生，恭請雨王降臨，惠賜甘霖雨水，嘉惠萬物，澤披眾生。眾信男女謹備酒醴、香菸、檳榔、粿品祭拜，伏冀雨王水神降鑒。」男性族人會進行雞與青蛙的放生作為祭拜山神的方式，以此與超自然及自然力量溝通。儀式結束後，族人會將溪水裝桶運回村內，行經路程會挨家挨戶灑水象徵下雨及祈福消災。
祈雨祭並非定期舉辦，祭典地點也會視實際需求及部落集結共識之後而定，如遇嚴重乾旱時才會前往溪口進行祈雨祭典。前往祭典的過程，會由「好命公」負責背負雨王前往。「好命公」必須品德良好、口才兼具，家庭生活幸福美滿。祈雨儀式大致流程如下：
1. 呼請雨王（雨神）：恭請祖靈山神雨神降臨，雨王由好命公揹到祭場。
2. 唱祈雨歌及趒戲：婦女們盛裝圍繞天梯趒戲，並且吟唱祈雨歌。
3. 放生雞：放生山雞一對，祭祀山神。
4. 放生青蛙：放生青蛙一對，有催雨的意涵。
5. 續唱祈雨歌：婦女持圍繞天梯趒戲，續唱祈雨歌。
6. 舀水裝桶：以竹桶裝水入村灑水，並潑上屋頂，使水流下，象徵祈雨與祈福[3]。

## 社會意義
加蚋埔馬卡道人的祈雨祭，自清朝末年大量與漢人互動後而逐漸式微，1945年之後幾乎不再舉行，1995年以後隨族人族群意識抬頭，透過與祭典復辦、重建語言與歌謠等文化復振行動，讓祈雨祭重現在加蚋埔馬卡道人的生活當中；2015年之後，加蚋埔馬卡道人也開始與博物館等文化機構合作，透過雨王祭器的重製與儀式的重新舉辦，凸顯族群文化主體性。